# Benkara parviflora
Benkara parviflora är en måreväxtart som först beskrevs av George King och James Sykes Gamble, och fick sitt nu gällande namn av Colin Ernest Ridsdale. Benkara parviflora ingår i släktet Benkara och familjen måreväxter. Inga underarter finns listade i Catalogue of Life.